# Spetchley
Spetchley – wieś i civil parish w Anglii, w Worcestershire, w dystrykcie Wychavon. W 2011 civil parish liczyła 136 mieszkańców. Spetchley jest wspomniana w Domesday Book (1086) jako Speclea.